# Sverresborg (Bergen)

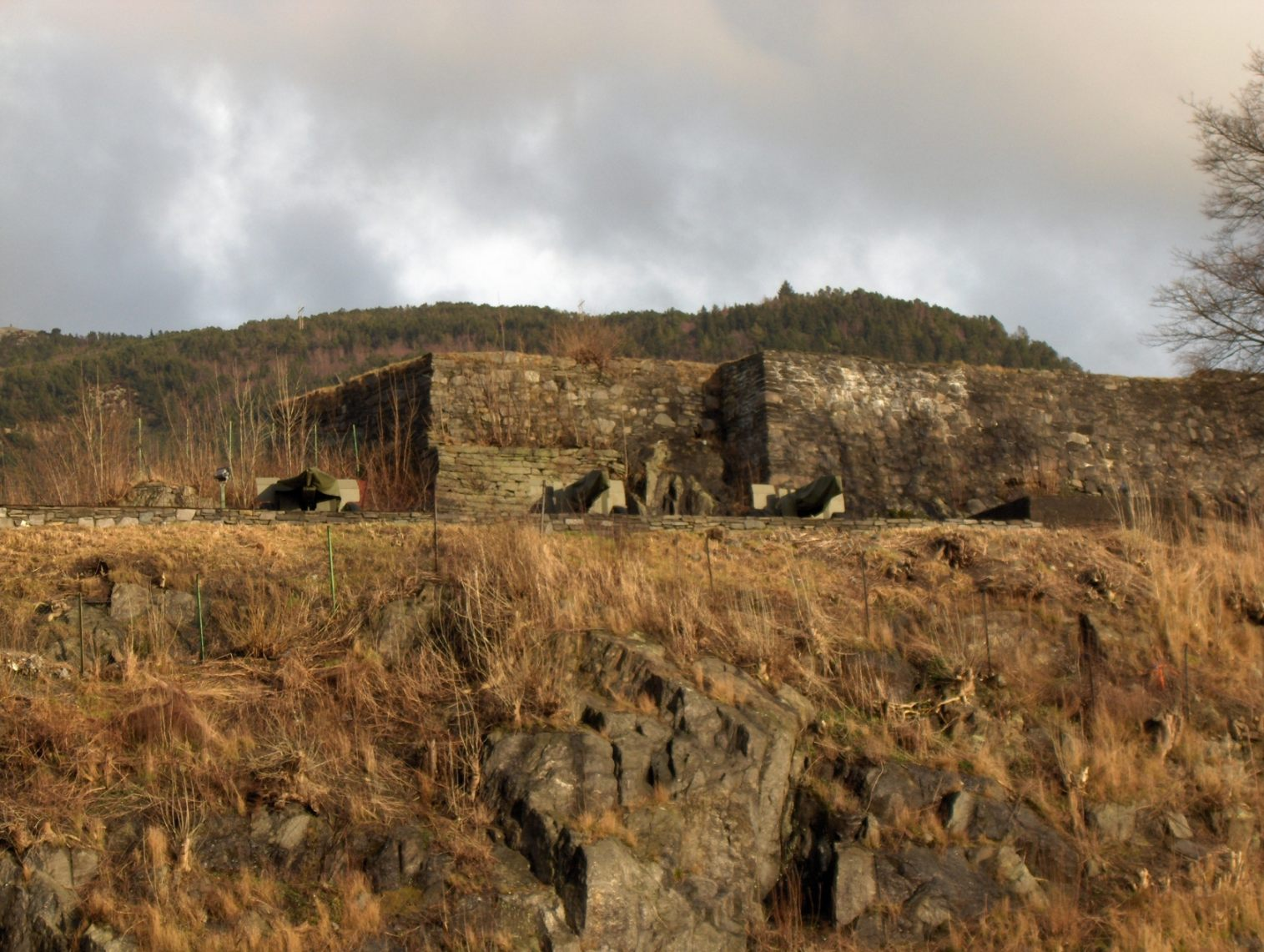
Sverresborg, november 2006

Sverresborg is een fort in de Noorse stad Bergen en maakt deel uit van de vesting Bergenhus.
Sverresborg was oorspronkelijk een stenen kasteel, aangelegd rond 1185 in opdracht van koning Sverre Sigurdsson. Het was destijds het grootste kasteel van Noorwegen en beschermde het naastgelegen Noors koninklijk hof.
Volgens de saga van Sverre woonden er rond het jaar 1207 zo'n 600 man en 40 vrouwen in het kasteel. Sverresborg werd ingenomen en afgebroken door de Bagli-factie in 1207, tijdens de Noorse burgeroorlogen in de 12e en 13e eeuw, maar weer herbouwd door Håkon de Woeste (Oudnoords: Hákon galinn), een jarl (graaf) van de Birkebeiner-factie. Het kasteel werd meerdere keren opnieuw afgebroken en herbouwd. Tijdens de stadsbrand van 1248 brandde het kasteel af, maar ook daarna werd het weer herbouwd.
De huidige vesting werd aangelegd rond het jaar 1660, toen Sverresborg gecombineerd werd met het naastgelegen Bergenhus tot één vesting. Vanuit het fort werd met kanonnen op de Engelse vloot geschoten tijdens de Slag in de Baai van Bergen in 1665. De laatste toevoegingen aan de vesting stammen uit de tijd van de napoleontische oorlogen, begin 19e eeuw.
In de jaren 1830 werd de vesting veranderd in een parkgebied en werd er een school voor onderofficieren gevestigd. Tijdens de Tweede Wereldoorlog werd twee stuks luchtafweergeschut opgesteld in de vesting. In 1946 en 1947 werden in Sverresborg zeven Duitsers en een Noor geëxecuteerd voor oorlogsmisdaden en hoogverraad.
Vandaag de dag is Sverresborg nog steeds militair gebied en wordt het gebruikt voor administratieve doeleinden. Sverresborg is niet opengesteld voor het publiek. In 2006 kreeg het hele Bergenhusgebied, waaronder Sverresborg, status als rijksmonument.
Koning Sverre Sigurdsson liet ook een Sverresborg in Trondheim bouwen. Rond de ruïne van dit kasteel is nu het openluchtmuseum Trøndelag Folkemuseum gevestigd.